# Roodkeelwaterspreeuw
De roodkeelwaterspreeuw (Cinclus schulzii) is een zangvogel uit de familie Cinclidae (waterspreeuwen). Het is een kwetsbare vogelsoort uit de Andes in noordwestelijk Argentinië en zuidoostelijk Bolivia.

## Kenmerken
De vogel is 15 cm groot en heeft het formaat en gedrag van een gewone waterspreeuw. Deze waterspreeuw is overwegend dof, leigrijs gekleurd, de vleugels zijn iets donkerder, van onder is de vogel lichter en nog lichter op de kop. Kenmerkend is een roze tot bruinrood gekleurde bef. In vlucht is een witte vlek op de vleugels zichtbaar, verder heeft de vogel een korte staart, ronde vleugels, donkergrijze poten en een donkerbruine snavel.

## Verspreiding en leefgebied
Deze soort komt plaatselijk voor op de oostelijke hellingen van de Andes in de Boliviaanse departementen Tarija en Chuquisaca de Argentijnse provincies Jujuy, Salta, Tucumán en  Catamarca. De verschillende populaties zijn vaak klein. De vogel broedt langs beekjes en watervallen in elzenbos tussen de 1500 en 2500 m boven zeeniveau en daalt in vorstperioden naar lagere delen.

## Status
De roodkeelwaterspreeuw heeft een beperkt verspreidingsgebied en daardoor is de kans op uitsterven aanwezig. De grootte van de populatie werd in 2012 door BirdLife International geschat op 2000 tot 2700 volwassen individuen en de populatie-aantallen nemen af. Het leefgebied wordt aangetast door de aanleg van dammen, kanalisering van beken, uitzetten van uitheemse soorten forellen en in de lagere delen, ontbossing en omzetting in weiland. Om deze redenen staat deze soort als kwetsbaar op de Rode Lijst van de IUCN.